# Fanulena testudo
Fanulena testudo är en snäckart som först beskrevs av Preston 1913.  Fanulena testudo ingår i släktet Fanulena och familjen Helicarionidae. Inga underarter finns listade i Catalogue of Life.